# Namadytes maculiventris
Namadytes maculiventris är en tvåvingeart som först beskrevs av Hesse 1969.  Namadytes maculiventris ingår i släktet Namadytes och familjen Mydidae. Inga underarter finns listade i Catalogue of Life.